# Amblecote
Amblecote è una località della contea delle West Midlands, in Inghilterra.